# Hamas
Hamas (Arabisch: حماس, een Arabisch acroniem voor حركة المقاومة الاسلامية Ḥarakat al-Muqāwamah al-ʾIslāmiyyah letterlijk Islamitische Verzetsbeweging) is een Palestijnse politieke, religieuze en militante organisatie, die sinds 2006 de Gazastrook heeft bestuurd. Het Arabische woord حماس (Ḥamās) is gelijk aan de afkorting voor de organisatie en betekent 'geestdrift, kracht, moed'.
De nationalistische soennitische beweging werd in tijdens de Eerste Intifada opgericht als afsplitsing van de Moslimbroederschap en is onderverdeeld in een politieke en een militaire tak. De politieke tak vormt sinds de Palestijnse parlementsverkiezingen van 2006 de burgerregering van de Gazastrook en leidde tot aan de kortdurende burgeroorlog in 2007 de Palestijnse Autoriteit. De Izz al-Din al-Qassam Brigades, beter bekend als de al-Qassam-brigades, vormen de gewapende tak van Hamas.
Hamas is door de Europese Unie aangemerkt als een terroristische organisatie en erkennen daarmee hun bestuur over Gaza niet. Ook de Verenigde Staten, Japan, Australië, Canada en Israël beschouwen Hamas als een terroristische organisatie. Hamas beschouwt zichzelf als een nationale bevrijdingsbeweging. In een aantal islamitische en Arabische landen wordt Hamas gesteund, onder andere door het sjiitische Iran. Daar wordt Hamas gezien als een bevrijdingsbeweging.

## Geschiedenis
In 1928 werd door Hassan al-Banna in Egypte de Moslimbroederschap opgericht. In augustus 1935 legde de Moslimbroederschap de eerste contacten in Palestina. Zij werden ontvangen door de moefti van Jeruzalem, Amin al-Hoesseini. In 1945 werd de eerste afdeling van de Moslimbroederschap in Palestina opgericht en in 1947 had de broederschap meer dan 25 afdelingen. Al-Hoesseini werd, toen hij na de Tweede Wereldoorlog in Egypte asiel had gekregen, door Al-Banna aangesteld als vertegenwoordiger van de Moslimbroederschap in Palestina. Vanaf 1948 (Nakba) tot 1959 leidde Al-Hoesseini de Palestijnse regering in de Gazastrook.
In 1973 richtte sjeik Ahmad Yassin, een lid van de Moslimbroederschap in Gaza, de islamitische liefdadigheidsorganisatie Al-Mujama' al-Islami op. Aanvankelijk hield de organisatie zich vooral bezig met religie en sociaal werk. Ze bouwde ziekenhuizen en scholen en bood burgers financiële hulp. Dit sociale werk bracht Hamas populariteit onder de Palestijnse bevolking.
In de 1970er en 80er jaren steunde de Israëlische overheid islamisten, als tegenwicht voor de groeiende populariteit van de PLO.,p.44 Israël zag Al-Mujama' al-Islami als een mogelijke bondgenoot in de strijd tegen de toenmalige terreur van de door Yasser Arafat geleide PLO en Fatah. Israël hoopte door Al-Mujama' al-Islami te steunen verdeeldheid te zaaien binnen de PLO en de Palestijnse gemeenschap. De lichamelijk gehandicapte Yassin werd in die tijd meerdere malen medisch behandeld in Israël.

### Oprichting
Hamas werd aan het begin van de Eerste Intifada (1987-1993) opgericht door zeven activisten. Naast Sheikh Ahmed Yassin waren dat Abdel Aziz al-Rantissi, Abel Fattah Dukhan, Mohammed Shama, Ibrahim al-Yazour, Issa al-Najjar en Salah Shehadeh. De naam Hamas is een afkorting van harakat al-muqawama al-islamiyya, vertaald 'De Islamitische Verzetsbeweging'.
In die tijd woonden duizenden joodse kolonisten in 21 nederzettingen verdeeld over circa 20% van Gaza. Directe aanleiding voor de Eerste Intifada en de oprichting van Hamas was de dood van vier Palestijnse burgers in het Jabalya-vluchtelingenkamp eind 1987 door een botsing met een vrachtwagen van het Israëlische leger. De zeven organiseerden na het verkeersincident de sluiting van lokale moskeeën en een demonstratie tegen de Israëlische bezetting. Hiermee startte de Intifada. Yassin werd de spiritueel leider, terwijl de anderen zich bezighielden met de meer praktische zaken.

### Gewapende tak
De Izz al-Din al-Qassam Brigades, beter bekend als de al-Qassam-brigades, vormen de gewapende tak van Hamas. Ze werden in 1991 tijdens de Eerste Intifada opgericht om de onderhandelingen voor de Oslo-akkoorden te frustreren. Het zelfverklaarde doel van de al-Qassam-brigades is om "bijdragen aan het streven om Palestina te bevrijden en de rechten van het Palestijnse volk te herstellen onder de heilige islamitische leer van de Heilige Koran, de soenna van de profeet Mohammed en de tradities van moslimheersers en geleerden die bekend staan om hun vroomheid en toewijding". De brigades zijn vernoemd naar Izz ad-Din al-Qassam, een Syrische imam die zich in de jaren 20 en 30 van de vorige eeuw verzette tegen Franse en Britse invloed en het zionisme in de Levant.
De militaire tak van Hamas heeft aanslagen op Israëlische soldaten en burgers gepleegd. Tactieken waren onder meer zelfmoordaanslagen, en sinds 2001, ook raketaanvallen. Het rakettenarsenaal van Hamas is geëvolueerd van een kort bereik, zelfgemaakte Qassam-raketten, tot langeafstandswapens die grote Israëlische steden zoals Tel Aviv en Haifa kunnen bereiken. De aanvallen op burgers werden veroordeeld als oorlogsmisdaden en misdaden tegen de mensheid door mensenrechtenorganisaties zoals Human Rights Watch.
Hamas, de Islamitische Jihad en de Al-Aqsa Martelarenbrigade van de Fatah-beweging opereren vanuit de Palestijnse gebieden. Na de terugtrekking van Israël in 2005 bleef Hamas vanuit Gaza raketten afvuren op burgerdoelen in Israël. Tussen 2005 en eind 2008 vuurde Hamas ca. 5.700 raketten en 4.000 mortiergranaten af op Israël. Hamas maakt daarbij vaak gebruik van zelfgemaakte Qassam-raketten, maar de groepering beschikt ook over in Iran gefabriceerde raketten. Bij deze beschietingen vallen regelmatig gewonden en soms ook doden, een vaak getroffen stad is het vlak naast de Gazastrook gelegen Sderot. Ook andere aan Hamas gelieerde Palestijnse groeperingen bleven in die periode raketten afvuren op Israël.

### Verzet tegen Israël
De Eerste Intifada was een uitbarsting van volksprotest tegen de Israëlische aanwezigheid in de Westelijke Jordaanoever. De Intifada leidde mede tot de Oslo-akkoorden van 1993. Tijdens de Eerste Intifada trad Hamas met veel geweld op tegen Palestijnen die ze verdachten van collaboratie met Israël. Het begrip collaboratie werd door Hamas breed uitgelegd, het kon van alles zijn: van het geven van informatie aan Israël tot het werken voor Israëliërs. Honderden (vermeende) collaborateurs werden geliquideerd. Ondanks dit gewelddadige optreden won Hamas aan populariteit.
In 1993 werden de Oslo-akkoorden ondertekend door Israël en de PLO. De akkoorden voorzagen in een terugtrekking van het Israëlische leger uit de Gazastrook en de Westelijke Jordaanoever en het recht op zelfbestuur van de Palestijnen door de vorming van de Palestijnse Autoriteit. Daar stond tegenover dat de Palestijnen de staat Israël moesten erkennen. Hamas was en bleef tegenstander van de Oslo-akkoorden omdat Hamas de staat Israël niet erkent en het hele voormalige Palestina opeist voor de Palestijnen. In het handvest van Hamas staat dat het streeft naar de vernietiging van de staat Israël. Na de Oslo-akkoorden kwamen de Fatah-beweging van Arafat en de Hamas van Yassin scherper tegenover elkaar te staan.
De Akkoorden van Oslo brachten niet de verbeteringen waar de Palestijnen op gehoopt hadden. De door Fatah geleide Palestijnse Autoriteit kampte met mismanagement en corruptie, waardoor veel Palestijnen slechter af waren dan vóór het zelfbestuur. Ook zagen zij geen stop op de uitbreiding van de Israëlische nederzettingen. De verslechtering van de situatie in de Palestijnse gebieden verweet men Israël, dat nog steeds delen van de Gazastrook en de Westelijke Jordaanoever bezet hield. Met een bezoek op 28 september 2000 van de toenmalige Israëlische oppositieleider Ariel Sharon aan de Tempelberg barstte de bom. Er braken massale demonstraties uit in de Palestijnse gebieden en in Israël zelf. In 2000 startte Hamas met het beschieten van Israël met raketten en mortiergranaten, vooral het zuiden van Israël was doelwit. Deze Tweede Intifada zou tot 2005 duren. Van 29 september 2000 tot en met 30 juli 2005 kwamen 972 Israëliërs en 3301 Palestijnen om het leven en raakten tienduizenden mensen gewond.
Hamas erkende in 2006 indirect het feitelijke bestaan - maar niet het bestaansrecht - van Israël door akkoord te gaan met delen van het gevangenendocument en onderhandelingen met Israël.

## Doel en middelen
Het doel van Hamas is te lezen in het 36 artikelen tellende Handvest uit 1988. Daarin staat dat Hamas streeft naar een islamitische staat in Palestina tussen de Middellandse Zee en de Jordaan, het vroegere Mandaatgebied Palestina, "waarin alle godsdiensten, jodendom, christendom en islam veilig met elkaar kunnen leven onder de vleugels van de islam". Met betrekking tot Israël: "Israël zal bestaan en voortbestaan totdat de islam het elimineert zoals hij voordien anderen heeft geëlimineerd." Hamas neemt de strijd op tegen "de zionistische indringers" en gaat daarbij terug tot 1939, de tijd "voordat het land wederrechtelijk toegeëigend was, de bevolking angst was aangejaagd en gedwongen te zwerven over de wereld, een rechtsstaat verdween en werd vervangen door een 'leugen-staat'". De Islamitische Verzetsbeweging gelooft dat het land Palestina een islamitische Waqf is, "geheiligd voor toekomstige islamitische generaties en zolang zal blijven bestaan als de hemel en aarde blijven bestaan". Verder staat er geschreven dat Hamas een humane organisatie is die de rechten van de mens en verdraagzaamheid tegenover andere godsdiensten in acht neemt onder de vleugels van de islam, "tegenover de vijand die duizenden mensen in gevangenenkampen stopt en in minder-menselijke omstandigheden vasthoudt". Hamas zet zich met name af tegen "de zionistische invasie, die methodisch en met behulp van organisaties haar doel, de overheersing van een zo groot mogelijk grondgebied tracht te bereiken", en steunt alle nationalistische bewegingen die werken aan de bevrijding van Palestina. De leden van de Islamitische Verzetsbeweging beschouwen zichzelf als strijders in naam van de islam.
Hamas beroept zich, net als de islamitische Jihad en de Libanese Hezbollah, op islamitische theologie, waarbij volgens hun uitleg God zelf hun strijd en strijdmiddelen goedkeurt, om mensen aan te moedigen tegen Israël te strijden.
Wapens en munitie worden door tunnels onder de Egyptische grens gesmokkeld en een gedeelte van de wapens wordt in de Gazastrook zelf gefabriceerd. De technische vakkennis die gebruikt wordt om middellange-afstandraketten te produceren, is afkomstig uit Iran. Om de raketten de Gazastrook in te smokkelen, heeft Iran een complex systeem gebouwd dat grenzen overschrijdt en routes over zee en land omvat. Soedan is het belangrijkste land in het systeem; de wapens worden er per schip gebracht en via land naar de Gazastrook vervoerd door netwerken van professionele smokkelaars.
Iran is sinds 2014 de belangrijkste strategische supporter van Hamas en levert militair materieel en training, evenals financiële hulp van honderden miljoenen dollars voor de leiding van de beweging en haar militaire vleugel. Ook Saoedi-Arabië is een belangrijke financier van Hamas ondanks zijn toezeggingen geen terreur meer te financieren. Door de Abraham-akkoorden zijn de gelden wel lager geworden. Er is een Palestijnse militante organisatie van een financieel netwerk dat zich uitstrekt over Gaza, Soedan, Turkije, Algerije, Qatar. Ook komt geld van cryptocurrency (o.a. donaties) en geld oorspronkelijk bestemd voor NGO's. Het geld komt deels in de eigen zakken van Hamas-leiders terecht, evenals gelden van (import)belastingen, afpersing en smokkel. Meerdere westerse landen proberen de geldstroom naar Hamas te blokkeren of te beperken. De financiële tak van Hamas, Hamas Investment Office, had in mei 2022 bezittingen ter waarde van meer dan 500 miljoen dollar.
Enkele Hamas-leiders hebben publiekelijk gezegd een weliswaar langdurig, maar tijdelijk staakt-het-vuren (zg. "hudna") te overwegen indien Israël zich terug zou trekken tot de zogenaamde Groene Lijn (de grenzen van vóór begin juni 1967); dit werd door sommigen opgevat als een indicatie dat Hamas afstand zou hebben genomen van zijn streven naar de vernietiging van Israël. Dit officiële standpunt van Hamas, zoals in zijn Handvest stond, dat Hamas de "eliminatie" van Israël nastreefde, wordt niet in die woorden herhaald in een nieuwe beginselverklaring die op 1 mei 2017 openbaar gemaakt werd.
Hamas-leiders hebben in de loop der jaren verklaard dat de tweestatenoplossing "niet meer realistisch" is door onder meer de toenemende nederzettingenbouw op de Westelijke Jordaanoever en de beslissing van Donald Trump om Jeruzalem te erkennen als hoofdstad van Israël. Hamas wil het "recht op terugkeer" afdwingen van Palestijnse vluchtelingen (en hun nakomelingen) die tijdens de Nakba en de Zesdaagse Oorlog werden verjaagd of op de vlucht sloegen. Ook wil de beweging een einde maken aan zowel de Israëlische bezetting van de Westelijke Jordaanoever als de blokkade van de Gazastrook.

#### Beginselverklaring van 2017
In de op 1 mei 2017 gepubliceerde Beginselverklaring staat onder meer dat Hamas akkoord gaat met een onafhankelijke Palestijnse staat met als grens de Groene Lijn (overeengekomen in 1949 dus vóór de Zesdaagse Oorlog van 1967), hetgeen echter niet betekent dat afstand gedaan wordt van de aanspraken op heel Palestina. Het conflict met Israël wordt niet als religieus conflict beschreven: er is geen probleem met Joden, maar met "het zionistische project". "De zionisten die Palestina bezetten" zijn de tegenstanders jegens wie gewapend verzet geoorloofd blijft. Ten slotte wordt de beweging niet meer beschreven als vleugel van de Palestijnse Moslimbroederschap.
Volgens de Brits-Palestijnse academicus Azzam Tamimi, die verschillende boeken over Hamas schreef, is er sprake van een opvallende koerswijziging. "In het nieuwe handvest staat dat Hamas zich niet tegen joden keert vanwege hun religie, maar dat ze een probleem hebben met zionisten die hun huizen bezetten. Daarmee kiest de beweging voor een politieke benadering." Het streven van Hamas komt overeen met het doel van zijn grootste politieke rivaal: de Fatah-beweging die wordt geleid door de Palestijnse president Mahmoud Abbas. De Israëlische premier Benjamin Netanyahu liet bij monde van een woordvoerder weten: "Hamas houdt de wereld voor de gek, maar zal hier niet in slagen."
De Israëlische krant The Times of Israel vermeldde dat het document geen vervanging was van het oude Handvest van Hamas, maar bedoeld is voor de publieke opinie in de Arabische wereld. Hamas zou daarmee trachten zichzelf neer te zetten als alternatief voor de PLO.

## Verzetsbeweging versus terreurgroep
De Verenigde Staten, de zevenentwintig lidstaten van de Europese Unie, Australië, Canada, Japan, Nieuw Zeeland, Israël, Argentinië, Zwitserland, Paraguay en Egypte merken Hamas aan als een terreurgroep.
In grote delen van de Arabisch-Islamitische wereld daarentegen, wordt Hamas gezien als verzetsorganisatie of zelfs als bevrijdingsbeweging.

### Terreurlijst
Hamas ontplooit zowel politieke, militaire als maatschappelijke taken. Vooral wegens zijn zelfmoordaanslagen in Israël wordt Hamas door Israël, de Europese Unie (zie de Europese terreurlijst), de Verenigde Staten, Canada, Egypte en Japan als een terroristische organisatie beschouwd. In Jordanië is de organisatie verboden. Ook Australië, Nieuw-Zeeland en het Verenigd Koninkrijk beschouwen Hamas, in zijn geheel, als een terroristische beweging.

## Publieke opinie over Hamas

### In Israël en de Palestijnse gebieden
Vóór 2006 stond Hamas in hoog aanzien bij de bevolking in de Palestijnse gebieden wegens zijn efficiëntie en afwezigheid van corruptie, in tegenstelling tot Fatah.
De mening over Hamas werd negatiever in de Palestijnse gebieden nadat het de controle overnam in de Gazastrook in 2007. Vóór deze overname stond 62% van de Palestijnen positief tegenover Hamas, terwijl een derde er negatief tegenover stond. In 2014 stond slechts een derde positief tegenover Hamas en de helft negatief. 68% van de Israëlische Arabieren beziet Hamas negatief.

### In Arabische en islamitische landen
In Libanon heeft 65% van de bevolking een negatief oordeel over Hamas. In Jordanië en Egypte is dat ongeveer 60%, in Turkije 80%, in Tunesië 42%, in Bangladesh 56% en in Indonesië 44%.

## Verkiezingen 2004 en 2006
De politieke tak van Hamas deed in het najaar van 2004 en begin 2005 mee aan de gemeenteraadsverkiezingen. Een jaar later nam Hamas onder druk van het Westen deel aan de democratische Palestijnse parlementsverkiezingen van 25 januari 2006. Daarbij behaalde het een absolute meerderheid van 76 zetels van de 132 in het Palestijns parlement tegen 43 zetels voor Fatah. Deze nederlaag had Fatah vooral te wijten aan het corrupte en ineffectieve bestuur van Yasser Arafat die tot zijn dood in 2004 Fatah leidde. Ook won Hamas aan populariteit door de terugtrekking van Israël uit de Gazastrook in september 2005, Hamas claimde dat Israël onder druk van Hamas was vertrokken, een claim die door veel Palestijnen voor waar werd gehouden.
Het werd al snel duidelijk dat het Westen een bestuur onder Hamas niet zou erkennen en onder internationale druk probeerden Hamas en Fatah een 'regering van nationale eenheid' te vormen. Deze viel na drie maanden, aanhangers van Fatah en Hamas raakten slaags met elkaar culminerend in een burgeroorlog in Gaza in juni 2007. Deze strijd kostte 118 mensen het leven, 550 raakten gewond. De Palestijnse Autoriteit onthief vervolgens de gekozen Hamas-leden uit hun functie en verving ze door leden van Fatah. Deze actie werd door de Palestijnse burgers als onrechtmatig beschouwd. Op 14 juni 2007 nam Hamas de controle over de Gazastrook met geweld over. Op 18 juni 2007 verklaarde de Palestijnse president Mahmoud Abbas de militaire vleugel van Hamas illegaal. Sinds 14 juni 2007 voert Hamas het bestuur over de Gazastrook en Fatah over de Westelijke Jordaanoever. Woordvoerders van Hamas bevestigden later dat de Izz ad-Din al-Qassam Brigades (de militaire vleugel van Hamas) na de machtsovername in Gaza aanhangers van Fatah heeft geëxecuteerd.

## Terugtrekking door Israël
In 2005 trok Israël zich volledig terug uit de Gazastrook, aangeduid als "disengagement". De militaire bases werden ontmanteld en de Joodse nederzettingen werden in september 2005 - soms met geweld - ontruimd. Israël sloot vervolgens de Gazastrook af door middel van een militaire blokkade vanaf land en vanuit de zee en de lucht.

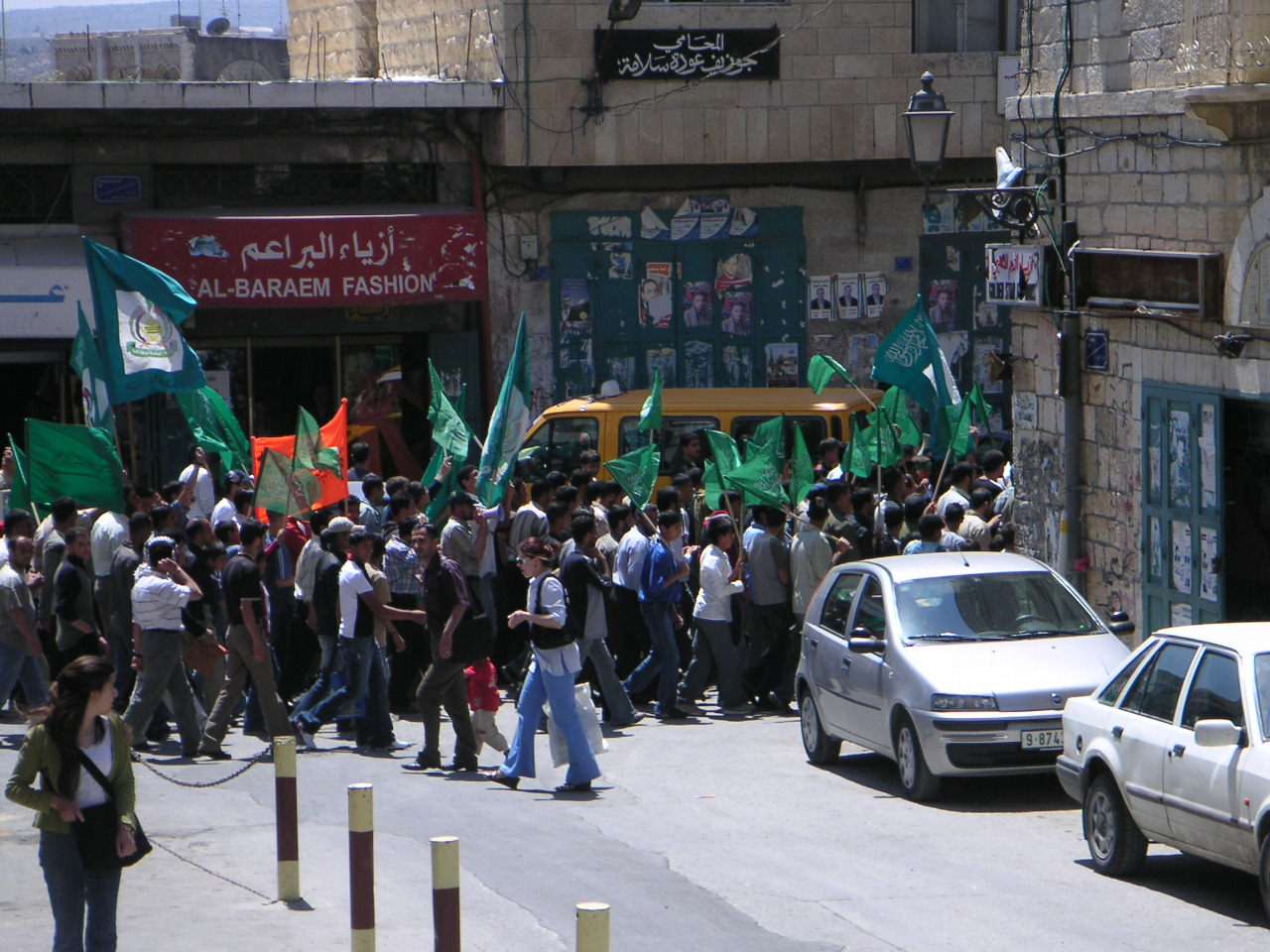
Betoging van Hamas in Bethlehem op de Westelijke Jordaanoever, 4 mei 2006

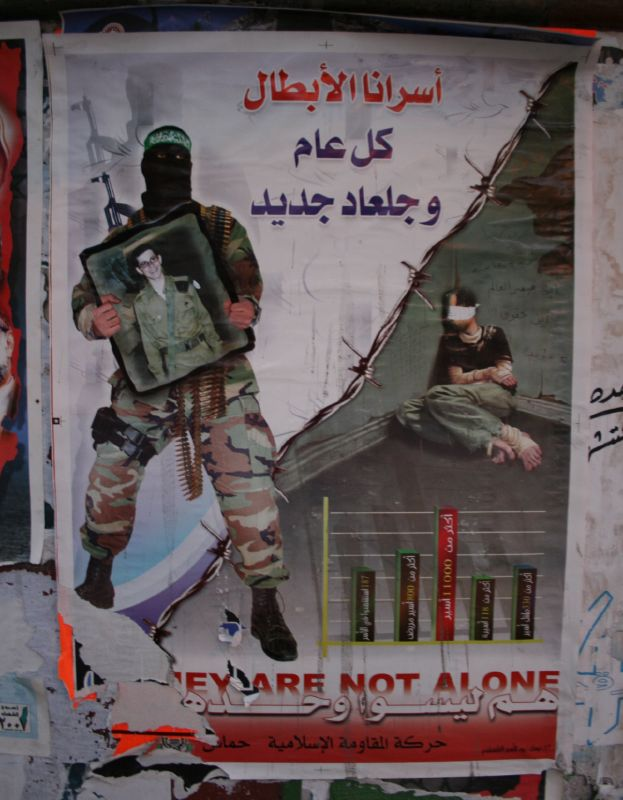
Gegijzelde Israëlische soldaat Gilad Shalit op een Hamas-poster, 1 mei 2007

## Economische blokkade door Israël, internationale sancties
Omdat Hamas het gewapende verzet tegen Israël weigerde af te zweren, hebben Israël, de VS en de Europese Unie het contact met Hamas verbroken en kreeg de Gazastrook te maken met internationale sancties waardoor de armoede in het gebied nog verder toenam. Zo weigert het Westen hulpgelden over te maken aan Hamas en verloopt alle hulp sindsdien via internationale organisaties, onder andere via de UNRWA. Momenteel (2012) erkent het Westen alleen de Fatahpartij van Mahmoud Abbas als autoriteit.
De EU heeft in april 2024 een nieuw arsenaal aan strafmaatregelen uitgevaardigd om specifiek Hamas en de Palestijnse Islamitische Jihad te raken en zette dat meteen in tegen zes mensen. Allemaal helpen ze de beweging om aan geld te komen, stelt de Unie. De nieuwe sancties zijn geldig tot en met 19 januari 2025.

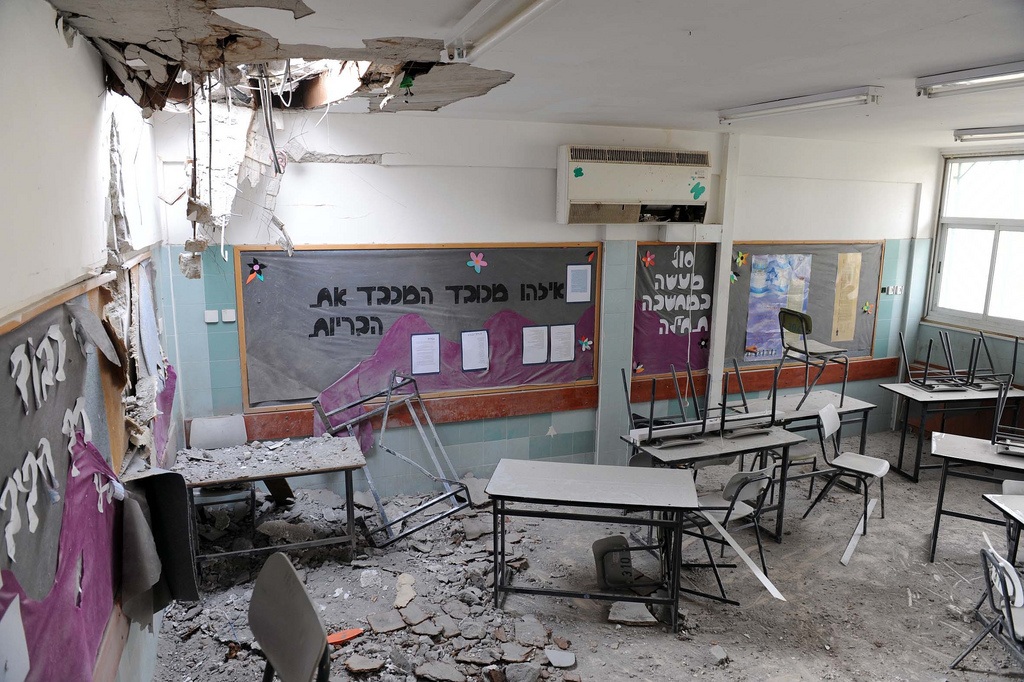
Schade aan peuterspeelzaal in Beër Sjeva na een raketaanval vanuit Gaza, 31 december 2008

## Verwarring over bestuur Hamas

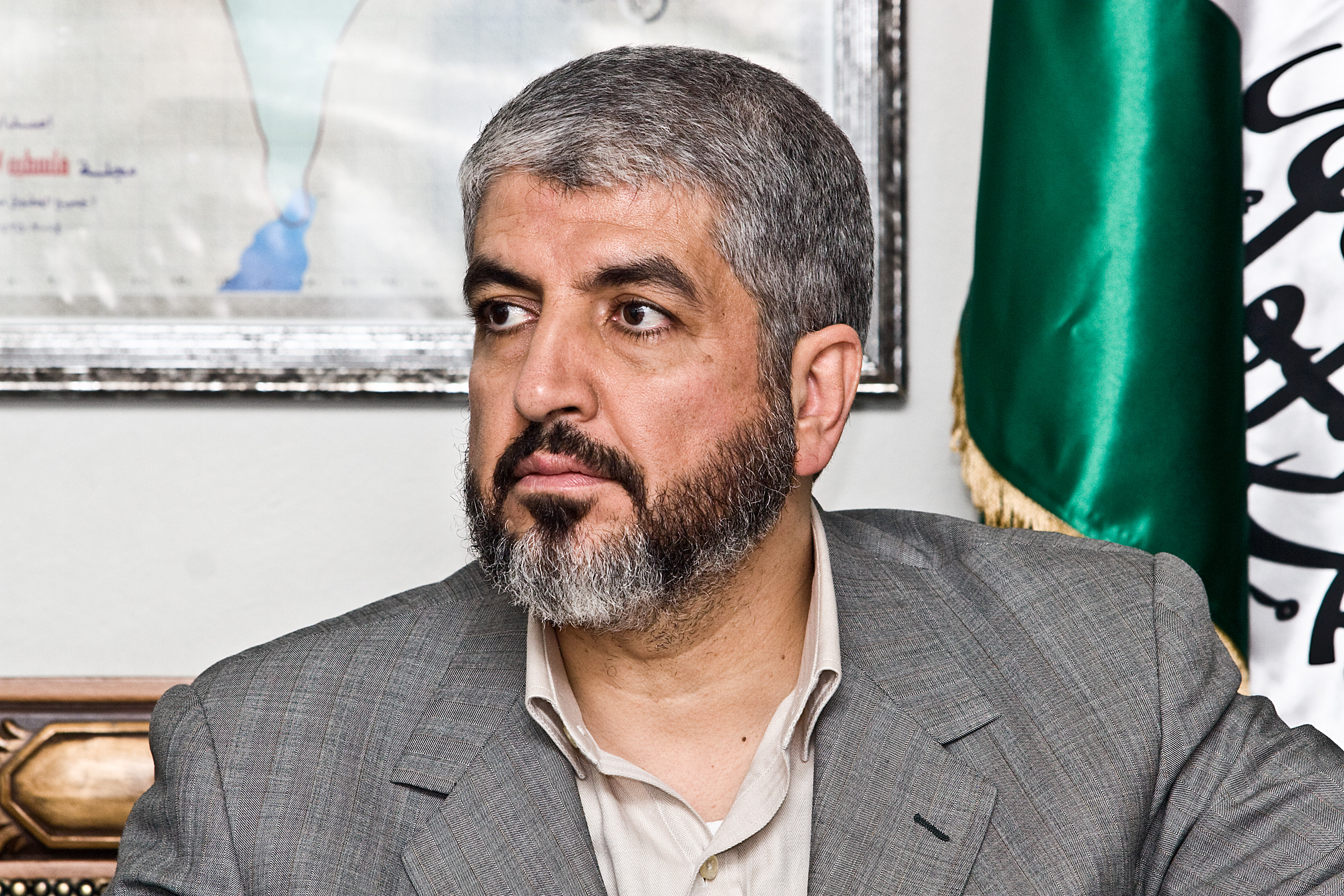
Hamas-leider Khaled Mashal (2009)

Na de liquidatie van sjeik Yassin in 2004 werd de leiding van Hamas waarschijnlijk gesplitst. Er kwamen een algemeen leider en een leider in de Gazastrook. Het is onduidelijk wie precies waar de verantwoordelijkheid voor draagt. De algemene leiding van Hamas kwam te liggen bij Khaled Mashal vanuit Damascus, dit is echter niet helemaal duidelijk omdat Syrië niet openbaar wil maken dat Hamas vanuit zijn hoofdstad wordt geleid.
Abdel Aziz al-Rantissi werd door een comité tot leider van Hamas in de Gazastrook benoemd. Een andere bron van verwarring over het gedeelde leiderschap was het feit dat Rantissi aanvankelijk in een nokvol voetbalstadion had beweerd dat hij verkozen was tot opvolger van Yassin. Op 17 april 2004 liquideerde Israël Al-Rantissi samen met zijn zoon en chauffeur Mohammed en een lijfwacht. Ten tijde van de verkiezingen van 2006 werd Khaled Mashal, die in ballingschap in Damascus verblijft, de leider van Hamas. Ismail Haniya was de lijsttrekker van Hamas, Mahmoud Zahar is de leider van Hamas in de Gazastrook.

### Operatie Zomerregen
In 2006 gebruikte Hamas een ondergrondse grensoverschrijdende tunnel: twee Israëlische soldaten werden gedood en een derde Gilad Shalit werd ontvoerd. Hierop begon Israël een grootscheepse militaire operatie: "Zomerregen". Bruggen werden vernield, de elektriciteitscentrale werd gebombardeerd, installaties voor waterzuivering lamgelegd. De Gazastrook werd vrijwel op slot gezet. Dag en nacht raasden Israëlische vliegtuigen met donderend lawaai over woongebieden.
Shalit werd gevangen gehouden tot 2011, toen hij werd vrijgelaten in ruil voor 1027 Palestijnse gevangenen. Sindsdien blijft Hamas hun netwerk van interne en grensoverschrijdende tunnels uitbreiden, die worden gebruikt om grensoverschrijdende aanvallen uit te voeren en wapens op te slaan. Vernietigen van die tunnels was de primaire doelstelling van het Israëlische leger in het Conflict in de Gazastrook 2014.

## Conflict met Israël in 2008-2009
Op 17 juni 2008 kwam er dankzij bemiddeling door Egypte een informele wapenstilstand tot stand tussen Israël en Hamas. Deze wapenstilstand ging op 19 juni 2008 in en zou zes maanden duren. Hamas verklaarde zich aan de wapenstilstand te houden, maar behield wel het recht voor om zich te verdedigen als Israël het bestand zou schenden. Op de vraag of Hamas een langere wapenstilstand voor mogelijk hield, zei Hamas-leider Nizar Rayyan: "De enige reden om akkoord te gaan met een wapenstilstand is om ons beter voor te kunnen bereiden op de definitieve strijd met Israël en daar hebben we geen vijftig jaar voor nodig. Israël kan niet blijven bestaan, het is een belediging van God." Op 4 november 2008 kwam de wapenstilstand op losse schroeven te staan nadat Israëlische militairen een Palestijnse strijder doodden. De Israëliërs beweerden dat ze bezig waren met het ontmantelen van een tunnel die bedoeld zou zijn om Israëlische militairen te ontvoeren. In de gevechten die volgden na de dood van de Palestijnse strijder kwamen nog eens vijf Palestijnen om het leven en raakten vier Israëlische militairen gewond. Hierna laaide de strijd tussen Hamas en Israël weer op, in november en december vuurde Hamas 361 raketten en 303 granaten af vanuit de Gazastrook. In december 2008 gaf de Israëlische minister van Defensie Ehud Barak toestemming voor een serie luchtaanvallen op Gaza, maar premier Ehud Olmert besloot om de aanval uit te stellen.
Op 18 december 2008 liet Hamas weten de (al geschonden) wapenstilstand met Israël niet te willen verlengen. Hamas legde de schuld bij Israël dat zich niet aan het bestand had gehouden en ook de blokkade van de Gazastrook niet op wilde heffen. Op 21 december vuurde Hamas 70 raketten af op Israël, vlak na deze beschietingen kwam Hamas met een verklaring dat ze een nieuw bestand wilde overwegen als 'Israël zijn agressie stopt en de grensovergangen opent'. Hamas bleef echter raketten afvuren op het zuiden van Israël, hierop gaf Israël Hamas 48 uur de tijd om het verzet te staken. De beschietingen hielden aan, waarop Israël op 27 december 2008 startte met luchtaanvallen op de Gazastrook. De 3 weken die hierop volgden worden ook wel Operatie Cast Lead (Gegoten Lood) genoemd. Op de eerste dag voerden Israëlische gevechtsvliegtuigen aanvallen uit op dertig doelen in Gaza-Stad, deze aanvallen zouden gericht zijn op gebouwen en installaties van Hamas, de eerste dag kwamen er 155 Palestijnen om het leven. Egypte schaarde zich achter Israël net als Fatah, volgens beiden had Hamas het Israëlische geweld over zichzelf afgeroepen door de beschietingen op Israël voort te zetten. Op 3 januari 2009 startte Israël de grondaanval en trok het met tanks de Gazastrook binnen. Hoewel Israël met flyers en sms-berichten burgers opriep te vertrekken uit aan te vallen gebieden vielen er toch honderden slachtoffers, volgens Israël komt dit doordat Hamas burgers als menselijk schild gebruikt. Hamas stelt daarentegen dat Israël ook burgerdoelen aanvalt. Op 8 januari 2009 ging de Veiligheidsraad van de Verenigde Naties akkoord met een resolutie over het conflict rond de Gazastrook. In de resolutie roept de VN Israël en Hamas op tot een onmiddellijk, duurzaam en volkomen gerespecteerd staakt-het-vuren. Hamas verwierp de resolutie direct en ook Israël zette de aanvallen voort. Op 10 januari verklaarde premier Ehud Olmert dat Israël het offensief tegen Hamas zal doorzetten, Olmert zei dat Israël niet door anderen wil laten bepalen wanneer het stopt met het offensief. Op 18 januari kwam er een eind aan dit conflict, dat aan 1391 Gazaanse Palestijnen het leven kostte (759 burgers, van wie 318 minderjarig). Negen Israëlische militairen en vier Israëlische burgers kwamen om.

## Conflict met Israël 2012
Van 14 november 2012 tot 22 november 2012 voerde Israël de Operatie Pillar of Defense uit, resulterend in 167 Palestijnse doden, waarvan 87 burgers (32 minderjarigen). Vier Israëlische burgers vonden de dood, waarvan 2 veiligheidsbeambten.

## Conflict met Israël 2014
Van 8 juli 2014 tot 26 augustus 2014 voerde Israël de Operatie Protective Edge uit, resulterend in 2203 Palestijnse doden, waarvan 1371 burgers (548 minderjarigen). Aan Israëlische zijde vielen 5 burgerdoden, waarvan een kind, 63 militairen en een buitenlands persoon.

## Conflict met Israël, 2021
Van 10 mei 2021 tot 21 mei 2021 voerde Israël de Operatie Guardians of the Walls (Wakers van de Muren) uit, resulterend in 232 Palestijnse doden in de Gazastrook, waarvan 137 burgers, waarvan 53 minderjarigen. Er vielen 6 doden aan Israëlische zijde en 3 buitenlanders.

## Grote Mars van de Terugkeer (2018-2019)
Vanaf vrijdag 30 maart 2018 (Yom al-Ard: Dag van het Land; ter nagedachtenis van de Palestijnse slachtoffers bij demonstraties tegen landonteigeningen in Israël op 30 maart 1976) tot en met vrijdag 27 december 2019 hielden grote groepen Palestijnen onder dit motto elke vrijdag demonstraties bij het grote elektronisch bewaakte militaire hek dat hen van Israël gescheiden houdt. Zij eisten daarbij terug te keren naar de plaatsen in Palestina (nu Israël) vanwaar zij of hun ouders gevlucht/verdreven waren. Tevens protesteerden zij tegen de Israëlische land-, zee- en luchtblokkade van de Gazastrook en tegen de erkenning door de Verenigde Staten van Jeruzalem (Al-Qoeds) als hoofdstad van Israël. Aanvankelijk georganiseerd door onafhankelijke activisten en bedoeld te duren tot Nakba-dag (15 mei) werd Hamas al gauw de dominante factor. Eind december 2019 stelde deze verdere demonstraties uit voor onbepaalde tijd. De demonstraties waren grotendeels geweldloos, maar groepen jongeren gooiden met stenen en molotov-cocktails naar Israëlische militairen achter het hek. Ook staken zij autobanden in brand. Israëlische militaire scherpschutters schoten van achter het scheidingshek 223 demonstranten dood (waarvan 46 minderjarigen) en meer dan 8000 Palestijnen raakten gewond/gehandicapt.

## Conflict met Israël, 2022
Van 5 tot 8 augustus 2022 voerde Israël de Operatie Breaking Dawn uit in de Gazastrook, resulterend in 33 Palestijnse doden, waarvan 17 burgers, waarvan 9 minderjarigen. 15 Palestijnen (9 minderjarigen) werden gedood door raketten van Hamas.

## Oorlog Hamas-Israël, 2023-2024
Hamas overrompelde Israël vanuit de Gazastrook met een grootscheepse aanval 's ochtends op 7 oktober 2023. Meer dan 240 Israëlische mannen, vrouwen en kinderen uit nabijgelegen kibboetsen en deelnemers aan een muziekfestival werden ontvoerd naar de Gazastrook. Enkele kibboetsen werden in brand gestoken. Honderden burgers en militairen werden doodgeschoten. Israël sloeg hard terug in de Gazastrook. Na een maand oorlog, waarbij Israël zei bezig te zijn Hamas uit te schakelen, waren er meer dan 10.000 Palestijnse mannen, vrouwen en kinderen gedood, waaronder meer dan 4000 kinderen en 2550 vrouwen (volgens het door Hamas geleide ministerie van Gezondheid in Gaza). 2260 personen worden vermist, waaronder 1270 kinderen.
Israël meldde aanvankelijk dat er meer dan 1400 Israëliërs (burgers en militairen) werden gedood door Hamas. Dit aantal werd na enkele weken neerwaarts bijgesteld naar 1200. Al die tijd schoot Hamas raketten af op Israël, die door het raketafweersysteem Iron Dome doorgaans onschadelijk gemaakt werden.

## Terreur tegen Palestijnen
UN Watch, een in Genève gevestigde niet-gouvernementele organisatie (NGO), rapporteerde in 2022 aan het VN-Comité tegen Foltering dat de Palestijnse Autoriteit en Hamas routinematig mensenrechtenactivisten, vrouwen, LGBT-personen, politieke tegenstanders, zogenaamde "collaborateurs" en Palestijnen die land verkopen aan Joden martelden.
Het Israëlische leger gaf in november 2024 duizenden uren aan beeldmateriaal vrij dat van Hamas in beslag zou zijn genomen, waarop te zien zou zijn hoe Hamas in de periode 2018-2020 Palestijnse burgers martelde.

## Selectie van de aanslagen door Hamas
- 1989: militante Hamas-leden schieten Israëliërs dood bij tientallen aanslagen. Israël verbiedt Hamas als een terreurorganisatie.
- 16 april 1993: eerste zelfmoordaanslag op de parkeerplaats Mehola Junction, 2 doden, 20 gewonden.
- 6 april 1994: 9 doden en 55 gewonden bij een aanslag met een autobom in de Israëlische stad Afula.
- 13 april 1994: zelfmoordaanslag op een bus in Hadera, 6 doden en 30 gewonden.
- 19 oktober 1994: 21 doden en 50 gewonden bij een zelfmoordaanslag van Hamas op een bus in Tel Aviv, niet door Hamas opgeëist. Hierbij komt een Nederlandse student om.
- 9 april 1995: zelfmoordaanslag op Egged-bus 36, 9 doden, 55 gewonden.
- 24 juli 1995: zelfmoordaanslag op bus 20 in Ramat Gan, 5 doden, 30 gewonden.
- 21 augustus 1995: zelfmoordaanslag op bus 26 in Jeruzalem, 5 doden, meer dan 100 gewonden.
- 25 februari en 3 maart 1996: twee zelfmoordaanslagen op bus 18 in Jeruzalem, 45 doden, 55 gewonden.
- 4 maart 1996: aanslag op het Dizengoff Center in Tel Aviv, toegeschreven aan Hamas, 13 doden.
- 21 maart 1997: aanslag op Café Appropo in Tel Aviv, 3 doden.
- 30 juli 1997: zelfmoordaanslag op de Mahane Yehuda-markt in Jeruzalem, 16 doden.
- 4 september 1997: bomaanslag in de Ben Yehudastraat in Jeruzalem, 4 doden (plus 3 zelfmoordenaars).
- 28 december 2000: een bomaanslag op een bus in Tel Aviv, waarbij 13 mensen gewond raken. Bronnen beweren dat Hamas hiervoor de verantwoordelijkheid heeft opgeëist.
- 1 juni 2001: zelfmoordaanslag voor de deur van discotheek Dophinarium in Tel Aviv, 21 doden, meer dan 100 gewonden.
- 9 augustus 2001: een lid van Hamas blaast zichzelf op in een pizzeria in Jeruzalem: 15 doden, waaronder een naar Israël geëmigreerd Nederlands gezin.
- 27 maart 2002: 30 mensen komen om bij een zelfmoordaanslag in het Park Hotel in Netanya.
- 21 november 2002: Hamas eiste de aanslag op een volle Jeruzalemse stadsbus op, Egged-bus 20, waarbij 11 doden vielen. In de bus, die tijdens de ochtendspits op weg was van de voorstad Kiryat Menachem naar het centrum van de stad, zaten ook schoolkinderen en studenten. Meer dan 50 mensen raakten gewond.
- augustus-september 2003: 39 doden bij drie zelfmoordaanslagen door Hamas.
- 14 januari 2004: 4 doden door een zelfmoordaanslag bij de grens tussen Israël en de Gazastrook. Het was de eerste keer dat in de Gazastrook een vrouw in naam van Hamas een zelfmoordaanslag pleegde.
- 29 januari 2004: zeker 10 doden door een zelfmoordaanslag op een bus in Jeruzalem.
- 14 maart 2004: een zelfmoordaanslag van Hamas en Fatah's Al-Aqsa Martelaren Brigade doodt 10 mensen in de haven van Ashdod.
- 31 augustus 2004: 16 doden en ruim 100 gewonden bij twee zelfmoordaanslagen op stadsbuslijnen 6 en 12 in Beër Sjeva.
- 18 januari 2005: zelfmoordaanslag op Israëlische militairen bij een Israëlisch checkpoint bij Gush Katif in de Gazastrook, 4 doden.
- 6 maart 2008: schietaanslag op de leerlingen van een jesjiva in Jeruzalem, 8 doden.[73][74]
- 31 augustus 2010: schietaanslag op voorbijgaande auto in Kiryat Arba (Westelijke Jordaanoever), 4 doden.[75]
- 2 september 2010: schietaanslag op auto in de Westelijke Jordaanoever, twee gewonden.[76]
- 28 augustus 2019: Drie Palestijnse politieagenten komen om bij twee zelfmoordaanslagen in het door Gaza gecontroleerde gebied.[77]
- 7 oktober 2023: Hamas-aanval in Israël 2023.

## Aanslagen op Hamas-leiders
- 3 december 2000: Awad Silmi, een leider van de militaire tak van Hamas, de Izz ad-Din al-Qassam Brigades, gedood.
- 31 juli 2001: Jamal Mansoer en Jamal Saliem, samen met vier andere Hamas-leden bij een helikopteraanval op een Hamas-kantoor in Nablus gedood.
- 23 november 2001: Mahmoed Aboe Hannoed, een van de militaire leiders bij een helikopteraanval in Nablus gedood.
- 22 juli 2002: Salah Sjedada, de oprichter van de Izz ad-Din al-Qassam Brigades, gedood door een vliegtuigbom in de Gazastrook. Er vallen nog 17 andere doden, onder wie 11 kinderen. Er komen ook veel[bron?] bejaarden om.
- 14 augustus 2002: Nasser Jarrar, leider van de Izz ad-Din al-Qassam Brigades, gedood in Tubas.
- 26 september 2002: liquidatiepoging op Mohammed Deif in Gaza.
- 8 maart 2003: Ibrahim al-Maqadma en drie lijfwachten gedood.
- 8 april 2003: Saadi al-Arabid, een belangrijk figuur in de militaire vleugel, samen met twee andere Hamas-leden en vier kinderen in de Gazastrook gedood.
- 10 juni 2003: mislukte poging om Abdel Aziz al-Rantissi te doden met een raket op zijn wagen.
- 11 juni 2003: Abdoellah Qawasmeh, Hamas-leider op de Westbank, in Hebron gedood.
- 21 augustus 2003: Ismail Aboe Sjanab in Gaza gedood.
- 6 september 2003: sjeik Ahmed Yassin, de geestelijk leider, gewond geraakt in Gaza.
- 9 september 2003: Ahmed Badr, hoofd van de militaire tak, in Hebron gedood.
- 10 september 2003: Mahmoed al-Zahar overleeft een aanslag in Gaza. Zijn zoon komt wel om.
- 22 maart 2004: sjeik Ahmed Yassin, oprichter van Hamas en geestelijk leider, door een Israëlische raketaanval vanuit een gevechtshelikopter gedood. Hierbij komen ook zeven omstanders om het leven.
- 17 april 2004: Abdel Aziz al-Rantissi gedood. Hij was hoofd van Hamas in de Gazastrook van 25 maart 2004 tot 17 april 2004.
- 1 januari 2009: Nizar Rayan gedood tijdens een Israëlische luchtaanval in het Israël-Gazaconflict 2008-2009.
- 14 november 2012: Ahmed al-Jabari, de leider van de militante tak van Hamas in de Gazastrook, gedood bij een Israëlische raketaanval op zijn auto in Gaza. Zijn zoon komt ook bij deze aanval om het leven.
- 2 januari 2024: Saleh al-Arouri, een belangrijk militair en politiek leider van Hamas, gedood bij een drone-aanval in Beiroet.[78]
- 13 juli 2024: Mohammed Deif, de opperbevelhebber van de al-Qassam Brigades, de militaire vleugel van Hamas, geliquideerd bij een Israëlische luchtaanval op de al-Mawasi-wijk van Khan Younis, waarbij volgens het Hamas Ministerie van Volksgezondheid zeker 100 Palestijnse burgers werden gedood.[79]
- 31 juli 2024: Ismail Haniyeh gedood bij een explosie in de vroege ochtend in een appartementencomplex in Teheran.[80]
- 1 augustus 2024: Israël maakt bekend dat het de leider van de militaire tak van Hamas, Mohammed Deif heeft gedood bij een aanval op 13 juli op het vluchtelingenkamp Al-Mawasi, nabij Khan Younis.[81]